# Хто ти, Філіпе?
Хто ти, Філіпе? (пол. Filip) — польська воєнна драма 2023 року режисера Міхала Квечинського. Сценарій фільму «Хто ти, Філіпе?» заснований на однойменному напівбіографічному романі Леопольда Тирманда («Філіп», 1961).
Утікач із Варшавського гетто працює офіціантом в одному із вишуканих ресторанів Франкфурта. Знаходячись у самому центрі ворожої Німеччини, польський єврей вдає із себе француза, щоб підступно мститися нацистам і не викликати у них зайвих підозр.
Стрічку створено польським національним бродкастером TVP — Telewizja Polska.
Дистриб'ютор в Україні — Film.UA Distribution

## Історія у фільмі
Сценарій фільму заснований на однойменному романі з автобіографічними мотивами Леопольда Тирманда — польського письменника єврейського походження.
Фільм зображує життя під час Другої світової війни — зламані долі, знищені плани на життя, втрачені сенси. Головний герой Філіп не лише є втіленням трагедії єврейського народу, він стає спільним образом людей, які втратили свій дім, родину, ідентичність та самого себе у війні. Філіп постає перед моральними дилемами, які не в змозі розв'язати — і щоразу діє за обставинами, щоби вижити у спотвореному війною світі. Хаотична активність і неможливість зупинитися штовхає Філіпа на поступки, які у нормальному житті були б немислимі. Його оточують такі ж розгублені люди, що також втратили чимало — від репутації до бажання жити. І яким війна, наче збільшувальне скло, допомагає побачити справжні обличчя друзів та ворогів.

## Акторський склад
Ерик Кульм (молодший), Віктор Мотеле, Каролін Гартіг, Зое Штрауб, Сандра Джимальська, Габріел Рааб, Роберт В'єнчкєвіч, Вернер Бірмаєр, Ондрей Краус, Йозеф Альтамура, Том Ван Кессель, Матеуш Жежнічак, Карол Біскуп, Ніколас Пшигода, Філіп Гюнш, Юліан Швежевський.

## Місця зйомки
Фільм знімався у наступних містах: Варшава, Торунь, Вроцлав, Божкув, Єлен-Гур.

## Цікаві факти про фільм
- Режисера Міхала Квечинського заохотив і надихнув зображений у книзі світ офіціантів — рабів Рейху. А саме — їхнє заможне і, здавалося б, безтурботне життя в центрі нацистської Німеччини. Відтак він вирішив перетворити роман Тирманда на психологічний, інтимний фільм, дослідження самотності людини, яка емоційно застигла в травмі.[3]
- Актор Ерик Кульм (молодший) присвятив підготовці до ролі майже рік. Йому довелося вивчити всі діалоги німецькою, відшліфувати свою французьку, набрати 10 кг, навчитися танцювати чечітку та боксувати. Після затвердження, Ерик не брав участі в інших зйомках та занурився у свого персонажа настільки, що випав зі звичного життя
- Режисер Міхал Квечинський зібрав для зйомок у фільмі «Хто ти, Філіпе?» акторів з усієї Європи. Виконавець головної ролі Ерик Кульм (молодший) — поляк; актор, що зіграв його близького друга П'єра, Віктор Мотеле — француз; Каролін Гартіг (Ліза) — німкеня; а Зое Штрауб (Бланка) — родом з Австрії. Також серед касту є італійці, голландці, чехи, угорці. Адже герої фільму — представники різних національностей. Тож, акцент, мова, звучання — усе мало велике значення у побудові органічного кадру.
- У фільмі звучить 5 мов: польська, французька, німецька, англійська та їдиш. Щоб передати автентичність та лінгвістичне розмаїття у дубльованій українською версії, команда поєднала войсовер та дубляж. Войсовер застосувала, де потрібно було зберегти оригінальну аудіодоріжку, дублювання — в основній частині стрічки
- Драма «Хто ти, Філіпе» стала одним із лідерів кінопрокату Польщі цього року, зібравши у кіно понад мільйон доларів, а саме — $1 150 843.

## Нагороди та відгуки
На 47-му Польському кінофестивалі у Ґдині драма «Хто ти, Філіпе?» була нагороджена «Срібними левами», Міхал Собочинський отримав індивідуальну нагороду за операторську роботу, а Даріуш Крисяк — за грим. Виконавець головної ролі, Ерік Кульм (молодший) за роль Філіпа отримав нагороду «молодого актора, який вирізняється неперевершеною індивідуальністю» Збишека Цибульського. Фільм також був представлений на міжнародному кінофестивалі в Санта-Барбарі у 2023 році, де відбулася його міжнародна прем'єра. Хто ти, Філіпе? отримав найвищу нагороду (Platinum Gorget) 1 березня 2023 року під час III Фестивалю національної культури «Pamięć i Tożsamość» у Варшаві.
У своїй рецензії Якуб Маймурек високо цінує майстерність режисерів у розповіді історії в сучасному стилі, а також фокусування, що не часто трапляється в польському історичному кіно, на особистому досвіді конкретного героя, а не на великому наративі. Маймурек наголошує на біополітичній природі історії. Нацистську владу у фільмі цікавить переважно сексуальна мораль німецьких жінок, тоді як Філіп — «єврей, який у розпал Голокосту відмовляється вмирати» і вирішує насолоджуватися життям. Серед недоліків фільму він згадує те, що інколи в ньому звучать женоненависницькі відтінки, і що йому «не вистачає завершення, яке б зробило справді вагомий і важливий твір із хорошого фільму, що пропонує свіжий погляд на історичну тему від Еріка Кулма».
Незважаючи на те, що фільм польський, мова німецька з додаванням французької та польської. Це гарна репрезентація про те, якою була Німеччина  в 1940-х роках.
Драма «Хто ти, Філіпе?» отримала головний приз фестивалю глядацького кіно «Миколайчук Open» (Чернівці, Україна, 2023).
За результатами голосування глядачів, стрічка перемогла в міжнародному повнометражному конкурсі, який фестиваль проводив уперше у 2023 році.

## Прокат в Україні
В Україні дистриб'ютор фільму — Film.UA Distribution. Старт прокату 29 червня. Фільм озвучений українською — переклад накладений поверх оригінальної мови акторів.
Реліз в Україні відбувся за підтримки Польського Інституту у Києві.
Перший прем'єрного показ в Україні відбувся у Київському культурному кластері Краків.